# Танамбого
Танамбого (англ. Tanambogo) — маленький остров в составе архипелага Острова Нггела. Административно относится к Центральной провинции Соломоновых Островов.
Остров имеет прямоугольную форму, вытянут с севера на юг на 200 метров, с запада на восток — на 280 метров, площадь — около 0,06 км², наивысшая точка находится на отметке 19 метров над уровнем моря. С юго-востока Танамбого фактически соединён с островом Гавуту: с одного острова на другой легко можно попасть бродом. Танамбого не имеет постоянного населения, он полностью покрыт лесом, никаких зданий и сооружений на нём нет.
Первое задокументированное свидетельство об обнаружении острова европейцами относится к 16 апреля 1568 года, когда он был обнаружен экспедицией испанца Альваро Менданья де Нейра.
Танамбого, наряду с Гавуту, играл заметную роль в Битве за Тулаги, Гавуту и Танамбого, с 5 мая по 9 августа 1942 года находился под контролем японцев, пока не был освобождён 2-м морским полком американцев.